# 王子 (專輯)
《王子》是張棟樑個人第三張專輯，於2007年6月1日發行，由原先預定2月發片，由于孫燕姿在埃及的意外及只有一個宣企組，所以發片日期一直推後。發行專輯後，第一首主打歌《王子》立即登上各大榜第一名及第二名，專輯並加送《微笑Pasta》電視原聲帶的主題曲北極星的眼淚。
版本方面，中、港、臺與星、馬地區的版本略有不同，星、馬地區的版本加添《Heart》這首曲。由於熱賣關係，於7月6日發版發行《王子慶功劇場版》，加添一隻DVD，內有三首主打歌MV及花絮、第二波主打歌《錯了再錯》16分鐘劇場版，星馬版另加《Heart》及《如果》MV。後來在8月15日進行第二次改版，附送淡水漁人碼頭演唱會DVD一隻及三首歌的卡啦版（星馬版為五首），為「王子CD+DVD慶功演唱會感謝特藏版」。

## 取名
這張專輯名為「王子」，並不是指張棟樑是「王子」或童話故事中的「王子」。
而是每一個女生可以成為公主，找到心目中的王子；同理，每個男生可以成為王子，只要他們找到心目中的公主，因此專輯名稱的概念由此而來。

## 曲目
| 曲序      | 曲名           | 曲            | 詞            | 編曲        | 附註                           |
| 01        | 遊戲           | 陳穎見        | 陳穎見        | Martin Tang |                                |
| 02        | 錯了再錯       | 李偲菘        | 陳佳明        | Ming Huang  | 台灣第二波主打                 |
| 03        | 王子           | 小王子        | 小王子 花輪   | Shar Tahir  | 台灣第一波主打                 |
| 04        | 幸福的理由     | 柯貴民        | 張國祥        | Adam Lee    |                                |
| 05        | 如果           | 蘇俊沅        | 管啟源        | 周國儀      |                                |
| 06        | 陌路           | 饒善強        | 饒善強 黎紓廷 | 吳慶隆      | 台灣第三波主打                 |
| 07        | Super Idol     | 李偉菘        | 黃祖蔭        | Martin Tang |                                |
| 08        | 其實幸福很簡單 | 曹軒賓        | 曹軒賓、茍慶  | Terence Teo |                                |
| 09        | 相信           | 柯貴民        | 管啟源        | 李乃剛      |                                |
| 10        | 晚安，寶貝     | 曹格          | 張棟樑        | 林毅        | 張棟樑第三度填詞               |
| 11        | Heart          | Welly Goeslas | 彭學斌 黎紓廷 | Joshua Wan  | 只限星馬版本，翻唱《My Heart》 |
| 11 （12） | 北極星的眼淚   | 戴浪          | 李念和        | Martin Tang | 《微笑Pasta》片尾曲            |
| 12 （13） | 王子卡啦版     | 小王子        |               | Shar Tahir  | 純音樂                         |
| 13 （14） | 錯了再錯卡啦版 | 李偲菘        |               | Ming Huang  | 純音樂                         |
| 14 （15） | 陌路卡啦版     | 饒善強        |               | 吳慶隆      | 純音樂                         |
| 16        | 如果卡啦版     | 蘇俊沅        |               | 周國儀      | 純音樂 只限星馬版本            |
| 17        | Heart卡啦版    | Welly Goeslas |               | Joshua Wan  | 純音樂 只限星馬版本            |

## 外部連結
- EMI－王子官方網站
- EMI－專輯王子介紹
- EMI－專輯王子慶功劇場版介紹
- EMI－專輯王子CD+DVD慶功演唱會感謝特藏版介紹
- 張棟樑王子專輯-歌詞 （页面存档备份，存于）